# (230965) 2004 XA192
(230965) 2004 XA192 — крупный классический объект пояса Койпера. Был открыт 12 декабря 2004 года в Паломарской обсерватории. 22 января 2010 года объект был включён в каталог малых планет под номером 230965.
2004 XA192 достигнет перигелия 30 сентября 2018 года.

## Физические характеристики
В зависимости от альбедо, его размер может колебаться в пределах от 420 до 940 км. При альбедо 10% диаметр объекта будет равен 595 км.